# Cypriotisch voetbalkampioenschap 2005/06
In 2005/06 werd het 68e Cypriotische voetbalkampioenschap gespeeld. Apollon Limassol won de competitie voor derde keer.

## Stadions
| Team                  | Stadium                     |
| --------------------- | --------------------------- |
| AEK                   | GSZ Stadium                 |
| AEL                   | Tsirion Stadium             |
| Anorthosis            | Antonis Papadopoulosstadion |
| APEP Pitsilia         | THOI Stadium                |
| APOEL                 | GSP Stadium                 |
| Apollon               | Tsirion Stadium             |
| APOP                  | Pafiako Stadium             |
| Digenis Morphou       | Makariostadion              |
| Ethnikos Achna        | Dasaki Stadium              |
| Enosis Neon Paralimni | Paralimni Stadium           |
| THOI                  | THOI Stadium                |
| Nea Salamina          | Ammochostosstadion          |
| Olympiakos            | GSP Stadium                 |
| Omonia                | GSP Stadium                 |

## Stand
−
| Pos | Team                  | Wed | W  | G | V  | Ptn | DV | DT | +/− | Kwalificatie of degradatie                                                  |
| --- | --------------------- | --- | -- | - | -- | --- | -- | -- | --- | --------------------------------------------------------------------------- |
| 1   | Apollon Limassol (C)  | 26  | 19 | 7 | 0  | 64  | 68 | 24 | +44 | Gekwalificeerd voor Kwalificatie eerste ronde UEFA Champions League 2006/07 |
| 2   | Omonia                | 26  | 20 | 3 | 3  | 63  | 59 | 20 | +39 | Gekwalificeerd voor Eerste voorronde UEFA Cup 2006/07                       |
| 3   | APOEL                 | 26  | 19 | 5 | 2  | 62  | 63 | 22 | +41 | Gekwalificeerd voor Eerste voorronde UEFA Cup 2006/07                       |
| 4   | Anorthosis Famagusta  | 26  | 15 | 8 | 3  | 53  | 55 | 26 | +29 |                                                                             |
| 5   | Enosis Neon Paralimni | 26  | 12 | 7 | 7  | 43  | 40 | 28 | +12 |                                                                             |
| 6   | Nea Salamina          | 26  | 12 | 5 | 9  | 41  | 53 | 48 | +5  |                                                                             |
| 7   | AEL Limassol          | 26  | 10 | 5 | 11 | 35  | 44 | 48 | −4  |                                                                             |
| 8   | AEK Larnaca           | 26  | 9  | 4 | 13 | 31  | 39 | 37 | +2  |                                                                             |
| 9   | Ethnikos Achna        | 26  | 8  | 4 | 14 | 28  | 42 | 43 | −1  | Gekwalificeerd voor Eerste ronde UEFA Intertoto Cup 2006                    |
| 10  | Digenis Morphou       | 26  | 7  | 7 | 12 | 28  | 33 | 45 | −12 |                                                                             |
| 11  | Olympiakos Nicosia    | 26  | 6  | 9 | 11 | 27  | 40 | 50 | −10 |                                                                             |
| 12  | APOP (R)              | 26  | 5  | 3 | 18 | 18  | 35 | 65 | −30 | Degradatie naar B' Kategoria 2006/07                                        |
| 13  | APEP Pitsilia (R)     | 26  | 1  | 5 | 20 | 8   | 17 | 72 | −55 | Degradatie naar B' Kategoria 2006/07                                        |
| 14  | THOI Lakatamia (R)    | 26  | 1  | 4 | 21 | 7   | 15 | 75 | −60 | Degradatie naar B' Kategoria 2006/07                                        |

## Resultaten
| Thuis \ Uit    | AEK | AEL | ANR | APP | APN | APL | APK | DGN | ETH | ENP | ENT | NSL | OLM | OMN |
| -------------- | --- | --- | --- | --- | --- | --- | --- | --- | --- | --- | --- | --- | --- | --- |
| AEK            |     | 2–0 | 1–1 | 3–1 | 1–2 | 2–3 | 5–0 | 1–1 | 3–0 | 1–0 | 2–0 | 0–0 | 2–1 | 2–3 |
| AEL            | 1–1 |     | 3–0 | 4–0 | 1–1 | 1–4 | 4–3 | 3–0 | 2–3 | 2–1 | 3–2 | 0–3 | 2–2 | 1–2 |
| Anorthosis     | 1–0 | 5–0 |     | 1–1 | 2–2 | 1–1 | 6–1 | 1–0 | 2–0 | 0–0 | 1–0 | 2–0 | 1–1 | 2–1 |
| APEP Pitsilia  | 2–1 | 1–2 | 0–1 |     | 0–3 | 1–2 | 1–2 | 1–2 | 0–2 | 0–2 | 1–1 | 1–3 | 0–0 | 0–5 |
| APOEL          | 3–0 | 2–0 | 5–3 | 2–0 |     | 2–2 | 5–0 | 1–0 | 1–0 | 2–0 | 5–1 | 5–3 | 2–2 | 2–1 |
| Apollon        | 3–0 | 2–0 | 3–1 | 5–1 | 1–1 |     | 4–0 | 3–2 | 2–1 | 3–0 | 4–0 | 5–1 | 4–0 | 0–0 |
| APOP           | 1–2 | 1–3 | 1–2 | 3–1 | 0–1 | 0–1 |     | 1–3 | 3–2 | 0–2 | 7–1 | 1–1 | 3–3 | 1–2 |
| Digenis        | 1–0 | 2–2 | 1–1 | 3–3 | 0–1 | 2–3 | 1–1 |     | 2–0 | 0–2 | 1–0 | 2–1 | 0–1 | 0–4 |
| Ethnikos Achna | 2–1 | 0–0 | 0–5 | 4–0 | 1–2 | 1–2 | 2–0 | 4–2 |     | 0–1 | 1–1 | 2–4 | 4–0 | 0–1 |
| ENP            | 1–0 | 3–5 | 0–1 | 6–1 | 2–1 | 1–1 | 4–0 | 2–2 | 3–3 |     | 2–1 | 2–2 | 1–1 | 0–1 |
| ENTHOI         | 1–4 | 1–2 | 0–6 | 0–0 | 0–7 | 1–4 | 0–3 | 1–1 | 0–6 | 0–1 |     | 1–2 | 0–2 | 0–5 |
| Nea Salamina   | 3–2 | 2–1 | 2–5 | 5–0 | 0–2 | 2–2 | 2–1 | 4–1 | 2–1 | 0–2 | 3–1 |     | 5–1 | 0–1 |
| Olympiakos     | 3–2 | 3–2 | 1–2 | 8–0 | 1–3 | 2–3 | 3–2 | 1–4 | 1–1 | 1–1 | 0–1 | 1–1 |     | 1–3 |
| Omonia         | 3–1 | 2–0 | 2–2 | 2–1 | 1–0 | 1–1 | 4–0 | 3–0 | 3–2 | 0–1 | 2–1 | 6–2 | 1–0 |     |

## Topscores
| # | Speler       | Club             | Doelpunten |
| - | ------------ | ---------------- | ---------- |
| 1 | Łukasz Sosin | Apollon Limassol | 28         |

## Kampioen
| 2005/06                              |
| Cyprus                               |
| ------------------------------------ |
| Apollon Limassol Kampioen (3° titel) |

1934/35 · 1935/36 · 1936/37 · 1937/38 · 1938/39 · 1939/40 · 1940/41 · 1941/42 · 1942/43 · 1943/44 ·  1944/45 · 1945/46 · 1946/47 · 1947/48 · 1948/49 · 1949/50 · 1950/51 · 1951/52 · 1952/53 · 1953/54 · 1954/55 · 1955/56 · 1956/57 · 1957/58 · 1958/59 ·  1959/60 · 1960/61 · 1961/62 · 1962/63 · 1963/64 · 1964/65 · 1965/66 · 1966/67 · 1967/68 · 1968/69 · 1969/70 · 1970/71 · 1971/72 · 1972/73 · 1973/74 · 1974/75 · 1975/76 · 1976/77 · 1977/78 · 1978/79 · 1979/80 · 1980/81 · 1981/82 · 1982/83 · 1983/84 · 1984/85 · 1985/86 · 1986/87 · 1987/88 · 1988/89 · 1989/90 · 1990/91 · 1991/92 · 1992/93 · 1993/94 · 1994/95 · 1995/96 · 1996/97 · 1997/98 · 1998/99 · 1999/00 · 2000/01 · 2001/02 · 2002/03 · 2003/04 · 2004/05 · 2005/06 · 2006/07 · 2007/08 · 2008/09 · 2009/10 · 2010/11 · 2011/12 · 2012/13 · 2013/14 · 2014/15 · 2015/16 · 2016/17 · 2017/18 · 2018/19 · 2019/20 · 2020/21 · 2021/22